# Euxoa placida
Euxoa placida är en fjärilsart som beskrevs av Barnes och Mcdunnough 1912. Euxoa placida ingår i släktet Euxoa och familjen nattflyn. Inga underarter finns listade i Catalogue of Life.